# Gibel Otrara
Gibel Otrara é um filme de drama cazaque de 1991 dirigido e escrito por Ardak Amirkulov. Foi selecionado como representante do Cazaquistão à edição do Oscar 1992, organizada pela Academia de Artes e Ciências Cinematográficas.

## Elenco
- Dokhdurbek Kydyraliyev